# جیمی هندریکس اکسپرینس
جیمی هندریکس اکسپرینس (به انگلیسی: The Jimi Hendrix Experience) گروه موسیقی راک انگلیسی-آمریکایی بود که در اکتبر سال ۱۹۶۶ در وستمینستر لندن تشکیل شد. این گروه موسیقی از جیمی هندریکس (خواننده، ترانه‌نویس و گیتاریست)، نوئل ردینگ (نوازنده گیتار بیس و خواننده پشتیبان) و میچ میشل (درامز - طبل) تشکیل شده بود و تا ژوئیه ۱۹۶۹ هم فعال بود. این گروه سه آلبوم استودیویی موفق عرضه کردند. پس از اینکه ردینگ در اواسط ۱۹۶۹ گروه را ترک کرد، هندریکس و میشل با همدیگر به کار بر روی دیگر پروژه‌ها ادامه دادند. گروه در سال ۱۹۷۰ با پیوستن بیلی کوکس در نقش نوازنده گیتار بیس مجدد تشکیل شد، اما با مرگ هندریکس در سپتامبر همان سال از هم پاشید. ردینگ در سال ۲۰۰۳ و میشل هم در نوامبر ۲۰۰۸ درگذشتند.